# Felderhof (Ettringen)
Felderhof ist ein Ortsteil der oberschwäbischen Gemeinde Ettringen im Landkreis Unterallgäu in Schwaben.

## Geographie
Die Einöde Felderhof liegt etwa zwei Kilometer westlich des Hauptortes Ettringen. Mit dem Hauptort ist der Ortsteil über die Kreisstraße MN 6 verbunden.

## Geschichte
Wann Felderhof gegründet wurde, ist unbekannt. Sicher ist es seit 1546 belegt. Während des Dreißigjährigen Krieges ist es wohl ausgestorben und nicht wiederbewohnt worden. Das heutige Gehöft stammt aus dem 19. Jahrhundert.